# STMicroelectronics
STMicroelectronics (thường được gọi đơn giản là ST) là một công ty đa quốc gia Pháp-Ý, có trụ sở hoạt động và điều hành đặt tại Plan-les-Ouates, gần Geneva ở Thụy Sĩ, chuyên thiết kế, sản xuất và tiếp thị chip điện tử (chất bán dẫn). Nó là một trong những công ty hàng đầu thế giới trong lĩnh vực kinh tế sản xuất chất bán dẫn. Vào tháng 9 năm 2017, nhóm đã gia nhập CAC 40 sau khi rời khỏi chỉ số này bốn năm trước đó.